# Óbuda-Békásmegyer
Sectorul III din Budapesta sau Óbuda-Békásmegyer se află pe partea dereptă a Dunării, în Buda. 

## Orașe înfrățite
- Billigheim, Germania
- Udine, Italia
- Amstelveen, Țările de Jos
- Varșovia - Bemowo district, Polonia
- Miercurea-Ciuc, România
- Košice - sectorul Stare Mesto (Orașul Vechi), Slovacia